# Будівельна система
Будіве́льна систе́ма — сукупність основних будівельних матеріалів вкупі зі способами їх використання в конструкції будівлі.
Відомо безліч матеріалів і будівельних систем, кількість їх постійно зростає. Будівлі можуть виконуватися з деревини, цегли, бетону або з комбінацій цих матеріалів, за каркасною, монолітною технологією і т.д. Відомі й екзотичні системи будівництва, наприклад, з пляшок або зі старих автомобільних покришок.
Вибір будівельної системи обумовлюється рядом факторів: 
- наявністю місцевих будівельних матеріалів;
- традиціями будівництва в даній місцевості або населеному пункті;
- кваліфікацією будівельників і будівельними механізмами, що використовуються;
- фінансовими можливостями забудовника і тощо.

Вибір тієї чи іншої домобудівної системи може вплинути не тільки на економіку будівництва, але і на вартість експлуатації, на здоров'я майбутніх мешканців і навіть на їхній спосіб життя.